# Прагматическа санкция
Прагматическата санкция е документ на австрийския император Карл VІ Хабсбург от 1713 г., с който той се опитва да осигури престола във Виена за първородната си дъщеря Мария Терезия. Това е трудна задача първо, защото по-големият му брат също има дъщери и второ, защото наследяването на престола от жени е забранено от използваното в Австрия Салическо право.

## Предистория
Проблемите с Хабсбургското наследство се появяват в началото на века във връзка с Войната за испанското наследство. Тогава Карл е обявен от баща си Леополд І и от съюзниците му за испански крал. През 1703 г. Леополд и двамата му сина Йозеф и Карл сключват споразумението Pactum mutuae successionis, според което Йозеф и наследниците му ще управляват австрийския клон на Хабсбургите, а Карл и наследниците му – испанския. Ако единият клон се изчерпи обаче, те могат да се наследяват взаимно.
Въпросът е, че никой от двамата не се сдобива със син, който да проживее повече от година. Имат обаче общо пет дъщери, омъжени за близки и далечни владетели, а според правилата на тогавашното династично право, техните съпрузи имат автоматични права върху австрийското наследство. Когато през 1711 г. Йозеф умира неочаквано, е наследен от брат си. По това време той вече е загубил битката за Испания (макар да не се е отказал от правата си) и неговото възцаряване се възприема логично само за австрийските земи.

## Санкцията
Прагматическата санкция е съставена на латински език с име Sanctio Pragmatica. Тя е продължение на споразумението от 1703 г. С нея Карл VІ цели не само да прескочи правата на своите племенници и съпрузите им (курфюрстите на Саксония и Бавария), но и да осигури престола за всеки свой наследник, бил той мъж или жена (тъй като по това време той все още няма деца). Този „истински революционен документ“ е представен пред неговия съвет на 19 април 1713 г. Там предаването на наследството е описано с известната фраза indivisibiliter ac inseparabiliter (на български език двете думи се превеждат еднакво – неделимо). Оттук нататък Карл прави всичко възможно да се сдобие със син, а след като не успява – да осигури престола за Мария Терезия (родена през 1717 г.).

## Въпросът за нейното признаване
Цялата външна политика на Австрия в този период се върти около признаването на санкцията от другите велики сили. Първо е нужно нейното приемане от вътрешните фактори – министрите, националните групи, особено унгарците, както и славяните – чехи, хървати и др. Карл е до такава степен обладан от задачата да осигури признание, че изоставя по-важните проблеми. А старият принц Евгений Савойски най-добре описва ситуацията: „За да може спокойно да управлява Мария Терезия, не е нужна Прагматическа санкция, а добри финанси и добра войска“.
Въпреки това Карл има несъмнени успехи в постигането на признание: от Испания през 1725 г., Русия през 1726 г., Прусия през 1727 г., Англия и Нидерландия (1731 г.), Саксония и Франция (1735 г.). Най-важно от всички е съгласието на Франция, която го дава, за да осигури бъдещото преминаване на Лотарингия под нейна власт. Единствено Бавария не признава санкцията. Нейният курфюрст Карл Албрехт е женен за дъщерята на Йозеф І Мария Амалия и не иска да се откаже от правата си.
Карл VІ преговаря и за избора на Франц – съпруга на дъщеря му – за свещен римски император, но в това отношение среща много по-малко разбиране. Когато умира в края на 1740 г. той оставя разорена държава със слаба армия и нарушен авторитет. Оказва се, че въпреки признаването на санкцията от Франция и Прусия, те не приемат властта на Мария Терезия и подкрепят претенциите на Карл Албрехт да стане император. Така започва Войната за австрийското наследство, която обезсмисля всички усилия да се подсигури мирното предаване на властта в Австрия.